# Charlotte Lewis
Charlotte Lewis (ur. 7 sierpnia 1967 w Londynie) – angielska aktorka filmowa i telewizyjna.

## Życiorys

### Wczesne lata
Urodziła się w Londynie. Po matce odziedziczyła irlandzkie korzenie, natomiast po ojcu iracko-chilijskie.

### Kariera
W wieku 11 lat trafiła na szklany ekran jako Samantha w brytyjskim serialu Grange Hill (1978). Na kinowym ekranie zadebiutowała w komedii przygodowej Romana Polańskiego Piraci (1986) z Walterem Matthau i Crisem Campionem. W tym samym roku wystąpiła w komedii fantasy Michaela Ritchiego Złote dziecko obok Eddiego Murphy’ego. Pojawia się też w dramacie sensacyjnym Pułapka (Tripwire, 1990) jako Trudy z Davidem Warnerem i Meg Foster. Dwa lata później wystąpiła w Miasteczko Storyville (Storyville, 1992) z Jamesem Spaderem i telewizyjnym dreszczowcu Showtime Rysopis mordercy (Sketch Artist, 1992) u boku Jeffa Faheya, Drew Barrymore i Sean Young. Pomimo początkowych sukcesów, jej kariera rozwijała się powolnie. W 1994 roku zagrała w Najemnicy (Men of War) z Dolphem Lundgrenem, a w 2003 roku pojawiła się w komedii romantycznej Hey DJ.
W lipcu 1993 roku gościła na okładce „Playboya”.

## Życie prywatne
Była związana z Jackiem Nicholsonem, wokalistą grupy INXS – Michaelem Hutchence’em, Harrym Deanem Stantonem, Mickeyem Rourkiem, Warrenem Beattym (1984), Romanem Polańskim (1984), Eddiem Murphym (1986), Charliem Sheenem (1986-88), Michaiłem Barysznikowem (1986), Robertem De Niro (1986), producentem wideo Mario Sotelą (1988-89), Julianem Lennonem (1988), Williamem Annesleyem (1991-93), Elizabeth Hurley (1992), Erikiem Claptonem (1996) i Jimem Carreyem (w styczniu 1999).

## Oskarżenie przeciwko Romanowi Polańskiemu
14 maja 2010 razem ze swoją prawniczką Glorią Allred oskarżyła Romana Polańskiego o wykorzystywanie seksualne, gdy miała 16 lat. Według aktorki do zdarzenia doszło w apartamencie Polańskiego w Paryżu. Prokuratura w Los Angeles potwierdziła, że rozmawiała z Lewis w związku z zarzutami.

## Filmografia

### Filmy fabularne
- 1986: Piraci (Pirates) jako María-Dolores de la Jenya de la Calde
- 1986: Złote dziecko (The Golden Child) jako Kee Nang
- 1992: Rysopis mordercy (Sketch Artist, TV) jako Leese
- 1992: Miasteczko Storyville (Storyville) jako Lee Tran
- 1993: Niepohamowana siła (Excessive Force) jako Anna Gilmour
- 1994: Najemnicy (Men of War) jako Loki

### Seriale TV
- 1988: Crime Story jako Mai Lan
- 1993: Pamiętnik Czerwonego Pantofelka (Red Shoe Diaries) jako Claire
- 1995: Kroniki Seinfelda jako Nina
- 1996: Renegat jako Kate
- 1999: Nieśmiertelna (Highlander: The Raven) jako Jade